# Haeterini
La tribu de mariposas Haeterini es una de las más pequeñas de la subfamilia Satyrinae (familia Nymphalidae). Estas mariposas habitan exclusivamente los bosques lluviosos poco degradados del Neotrópico.
Se han descrito 29 especies y 39 subespecies, aunque al menos 5 especies más pueden ser reconocidas gracias a modelos de especiación (Matos-Maraví et al. (2019). Las especies de Haeterini se clasifican en 5 géneros:
- Cithaerias Hübner, [1819]
- Dulcedo d'Almeida, 1951
- Haetera Fabricius, 1807
- Pierella Westwood, [1851]
- Pseudohaetera Brown, 1942